# Pseudostixis integra
Pseudostixis integra là một loài bọ cánh cứng trong họ Cerambycidae.